# 岩田絵里奈
岩田 絵里奈（いわた えりな、1995年8月30日 - ）は、日本テレビのアナウンサー。

## 来歴
東京都出身。幼少期は神奈川県横浜市で過ごす。
中学時代から芸能活動を始め、スターダストプロモーションに所属していた。タレント時代の芸名は岡崎 歩美（おかざき あゆみ）。
渋谷教育学園渋谷中学高等学校、慶應義塾大学文学部卒業後、2018年日本テレビ入社。同期入社のアナウンサーは、市來玲奈、篠原光、弘竜太郎。同年6月27日、情報番組『ZIP!』と『スッキリ』で同期と共にお披露目された。
2021年4月より『スッキリ』サブ司会へ起用された。
2022年5月26日にプロ野球セ・パ交流戦である読売ジャイアンツ対オリックス・バファローズ（東京ドーム）の始球式を務めた。

## 人物
- 身長163cm[1]。
- 3姉妹である[9]。
- 絵里奈という名前の由来は、父が好きなサザンオールスターズの曲『いとしのエリー』[注釈 1]から名付けられた[12]。アナウンサー時代にはサザンのボーカルの桑田佳祐と対面した経験があり、名前の由来の件を伝えることが出来た[13]。
- 自身の父は外科医であり[14]、そのこともあったのか幼少期の夢は医師だったが、高校3年で進路を文系に変更した[2]。
- 大学時代はファッション誌『CanCam』（小学館）で読者モデルをしていた[15][16]。
- 大学3年の頃には『ミス慶應コンテスト2016』に出場しファイナリスト6名に選出された[2]。
- 趣味はマジック[1]。特技はモノマネ[9]。
- 好きな言葉は「be brave...and don't look back｣(勇気を。振り返らずに。)[1]。
- 家での過ごし方は、お風呂上りにソファーに座って、牛乳と煎餅で晩酌すること[1]。
- モデルでタレントの谷まりあとは、中学生の頃からの友人[17]。女優の高橋春織は学生時代からの友人[18][19]。玉井詩織（ももいろクローバーZ）とは先述のスターダストプロモーション時代から縁があり、「（旧）3B juniorのライブで共演した際に玉井に優しくしてもらった」ことを理由に岩田は当時から推しメンとして玉井を挙げていた[20]。玉井とは現在も二人で食事に行ったり『沸騰ワード10』で共演するなど公私ともに交流がある[21][22]。その他の交友関係は、武藤十夢[23]。

## 出演
太字は、出演中。

### 日本テレビ入社前（岡崎歩美時代）

#### テレビドラマ
- ニコニコ少女（2010年4月23 - 25日・5月8日、BS-TBS）- のり子 役（主演）[24]
- そして、命は明日へつながる（2012年10月28日、BS朝日）- 岩井早紀 役
- タガーリン（2013年4月20日 - 6月22日、フジテレビ）- 大里亜美 役
- セブンティーンキラー（2013年9月8日 - 22日、フジテレビTWO）- 佐彩 役
- SHARK〜2nd Season〜（2014年7月12日、日本テレビ）
- きょうは会社休みます。（2014年10月29日、日本テレビ）

#### ラジオドラマ
- 幕末三姉妹（2010年11月7日 - 2011年4月24日、ニッポン放送）- 弓姫 役[25]

#### CM
- 日本自動車連盟（2013年）
- 三菱電機（2013年）

#### 広告
- EASTBOY 秋冬カタログモデル（2010年）
- 駿台予備学校（2011年）

### 日本テレビ入社後
- オードリーのNFL倶楽部（2018年9月15日 - 2019年2月15日） - アシスタント
- 世界まる見え!テレビ特捜部（2018年9月17日 - ） - MC
- シューイチ（日曜）
  - エンタメキャスター（2018年10月7日 - 2020年3月29日）
  - 3代目女性MC（2024年4月7日 - ）
- ぐるぐるナインティナイン（2019年1月17日 - 2021年4月1日） - コーナー出演（不定期）
- Oha!4 NEWS LIVE（2019年10月4日 - 2021年3月26日） - 金曜日メインキャスター
- 一撃解明バラエティ ひと目でわかる!!（2020年1月3日、特番2回） - 進行
- 日テレ系お笑いの祭典 NETA FES JAPAN（2020年2月24日・11月11日、2021年1月4日） - 進行
- 沸騰ワード10（2020年4月10日 - ）- 進行
- スッキリ（2021年3月29日 - 2023年3月31日） - 司会[26]
- 博士は今日も嫉妬する（2021年4月4日 - ） - ナレーター
- ファーストペンギン! 第1話（2022年10月5日、日本テレビ） - ホテルの仲居 役[27][28][29]
- 笑って年越し!世代対決 昭和芸人vs平成・令和芸人（2022年12月31日・2023年1月1日） - 進行
- NHK×日テレ TV70年特番（NHK総合・日本テレビ、2023年3月19日） - MC[注釈 2]
- カズレーザーと学ぶ。（2023年4月4日[注釈 3] - ） - 進行
- 全国直送ニュースバラエティー SHOWチャンネル（2023年4月15日 - 2024年3月16日）- アシスタント
- 日テレNEWS24（平日昼枠・不定期） - キャスター